# Comuna Stare Misto, Pidhaiți
Stare Misto (în ucraineană Старе Місто) este o comună în raionul Pidhaiți, regiunea Ternopil, Ucraina, formată din satele Holendra, Stare Misto (reședința) și Zahaiți.

## Demografie
Componența lingvistică a comunei Stare Misto
     Ucraineană (99,82%)
     Alte limbi (0,12%)
Conform recensământului din 2001, majoritatea populației comunei Stare Misto era vorbitoare de ucraineană (99,82%), existând în minoritate și vorbitori de alte limbi.